# Ústí nad Labem sever
Ústí nad Labem sever je obvodem železniční stanice Ústí nad Labem hlavní nádraží, dříve se jednalo o samostatnou stanici. Nachází se v městské čtvrti Krásné Březno a leží na železniční trati Praha - Děčín.